# Sodomiterverfolgung

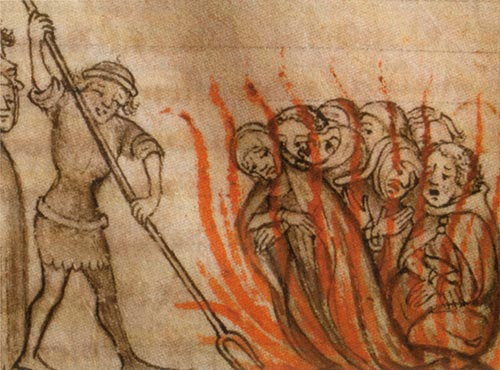
Verbrennung von Templern wegen angeblicher Sodomie

Als Sodomiterverfolgung wird die strafrechtliche Verfolgung und Hinrichtung von Männern bezeichnet, denen im Mittelalter und der frühen Neuzeit vorgeworfen wurde, das „sodomitische Laster“ (vitium sodomiticum) praktiziert zu haben. Darunter wurden Sexualpraktiken verstanden, die nicht der Fortpflanzung dienten, insbesondere der Analverkehr.

## Begriff
Mit den Begriff der Sodomie wurden im Mittelalter verschiedene „widernatürliche“ Sexualpraktiken bezeichnet, hauptsächlich jedoch der Analverkehr. Sodomie wurde als die „stumme Sünde“, die „Sünde ohne Namen“ oder „jene schreckliche Sünde, die unter Christen nicht genannt werden darf“ bezeichnet. Am häufigsten gebraucht wurde die Wendung „Laster wider die Natur“ (vitium contra naturam).
Etymologisch leitet sich das Wort Sodomie von den biblischen Erzählungen im 1. Buch Mose, Kap. 18  und 19  von der Stadt Sodom ab, deren Bewohner der Sünde anheimgefallen waren und daher von Gott unter einem Regen aus Feuer und Schwefel begraben wurden.

## Theologischer Diskurs
Im alten und im neuen Testament wurde die Sodom-Erzählung im Allgemeinen als Inbegriff der menschlichen Sündenverfallenheit und vor allem als mahnendes Beispiel der göttlichen Strafe rezipiert.
Die Erzählung des versuchten Übergriffs der Sodomiten auf die Engel, die bei Lot zu Gast waren (Gen 19,1 ), weist auffallende Ähnlichkeiten mit der des Leviten aus Ephraim in Richter 19 , auf: Beide Erzählungen thematisieren kollektive sexuelle Gewalt gegenüber fremden Gästen, und in beiden Fällen wird diese Gewalt mit der Vernichtung der Stadt bestraft. Als Unterschiede sind zu nennen, dass in Sodom alle Männer beteiligt waren, in Gibea jedoch nur „übles Gesindel“ aus der Stadt. Während nun an Sodom Gott selbst das Strafgericht vollzog, nachdem es bereits zuvor beschlossen war, sollte das Strafgericht Israels sich im Affekt (Ri 20,7f ) und über die Täter (Ri 20,13 ) erstrecken. Doch Benjamin zog durch sein Verhalten das Strafgericht auf sich als ganzes. In Richter 19 wird also eine Geschichte der Eskalation der Gewalt, in Genesis hingegen ein Beispiel für jenes Verhalten, das zu Gottes Reaktion geführt hat, beschrieben.
In Weisheit 19  wird ein Motiv allgemeinerer Gewalt gegen fremde Gäste mit klaren Analogien zu Gen 19 erwähnt. Diese Tatsache dient als Grundlage dafür, auch die Sünden Sodoms stärker von homosexueller Gewalt zu trennen.
Die Assoziation der Sünden der Sodomiten mit der Unzucht zwischen Männern geht mit der Deutung in sexuellem Sinn der Aufforderung der Sodomiten an Lot einher: „...Führe sie zu uns heraus, dass wir sie erkennen“ (Gen 19,5 ). Diese Bedeutung des Wortes „erkennen“ bestätigt sich aus der Bibel und wird unter anderem in den Geschlechtsregistern verwendet: „Und Adam erkannte seine Frau Eva, und sie ward schwanger und gebar den Kain“ (Gen 4,1 ), (Gen 4,25 ). Sie wird insbesondere auch durch Jud 7  bestätigt.

### Die Kirchenväter

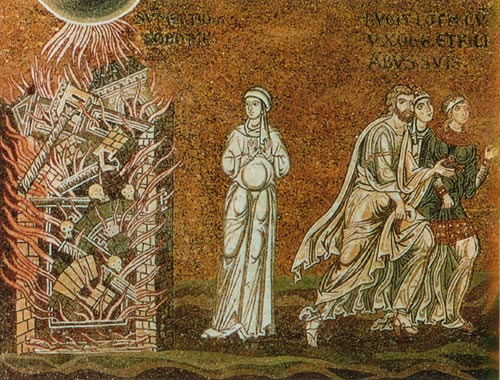
Die Zerstörung von Sodom (Mosaik, 12. Jh.)

Auch die späteren patristischen Kommentatoren versäumten es zunächst, in der Interpretation der Sodom-Geschichte zwischen der Sünde der Wollust im Allgemeinen und der „widernatürlichen Unzucht“ im Besonderen zu unterscheiden. Selbst die älteren, nicht sexuell gefärbten Interpretationen der Geschichte hielten sich noch über Jahrhunderte. So erklärte Hieronymus im Einklang mit Jes 3,9 , Prinzen gelten dann als Sodomiten, wenn sie in einem anderen Land mit ihren Sünden prahlen. Ambrosius wiederum hebt an der Drohung der Sodomiter, die zwei Engel zu vergewaltigen, die Verletzung des Gastrechts hervor, führt aber gleichzeitig an anderer Stelle als Gründe für die Vernichtung der Stadt die Bosheit, Sündenverfallenheit und besonders die Wollust ihrer Einwohner an. Für Gregorius hingegen ist es bereits eindeutig, dass Sodom wegen seiner „ungesetzlichen Begierden“ bestraft wurde. „Vom brennenden Sodom zu fliehen heißt, die unerlaubten Feuer des Fleisches zurückzuweisen“. Unter den vier großen Kirchenlehrern ist es jedoch einzig Augustinus, der explizit darauf verweist, dass Sodom zerstört wurde, weil dort die Unzucht mit Männern aus Gewohnheit blühte. Die detaillierteste Beschreibung gleichgeschlechtlicher Handlungen findet sich bei den östlichen Kirchenvätern, insbesondere in den Kanones und dem Kanonikon von Johannes Nesteutes aus dem 6. Jahrhundert. Dort wird allerdings nur der Analverkehr (arsenokoitia) als perfekte Sünde verurteilt. Dabei ist bemerkenswert, dass der Analverkehr zwischen Eheleuten als verwerflicher angesehen wurde als der Analverkehr zwischen unverheirateten Männern. Die gegenseitige Masturbation unter Männern, Frauen und zwischen Mann und Frau wurden jedoch als gleichrangig angesehen und vergleichsweise milde geahndet. Der gleichgeschlechtliche Aspekt wurde also nicht als gravierend angesehen; im Gegenteil. Es ist deshalb fragwürdig, inwiefern der historische Begriff der Sodomie und das moderne Konzept von Homosexualität überhaupt gleichgesetzt werden können.

### Scholastische Definitionen

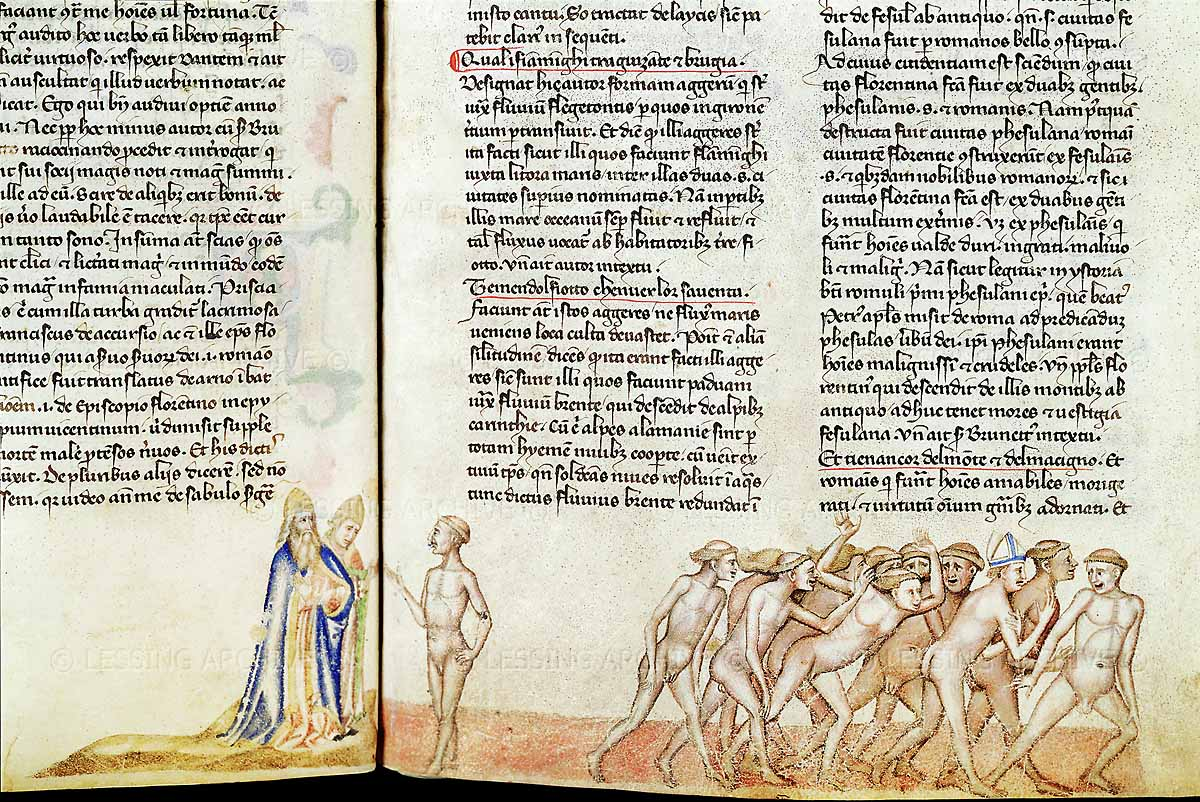
Dante und Vergil treffen die Sodomiten in der Hölle (Manuskript-Illustration, ca. 1345)

Als Hauptwort taucht die Sodomie erstmals 1049 in einer kirchlichen Streitschrift auf, wo sie ihre Neukreation einer rhetorischen Analogie verdankt: In seinem Liber Gomorrhianus ruft der Benediktinermönch Petrus Damianus den damaligen Papst Leo IX. dazu auf, das sodomitische Laster aus der Kirche zu tilgen, indem diejenigen, die sich dessen schuldig gemacht haben, ihrer geistlichen Würde enthoben werden. In diesem Kontext prägt er das Substantiv sodomia mit Hilfe einer polemischen Parallelisierung: „Wenn Blasphemie die schlimmste Sünde ist, weiß ich nicht, auf welche Weise Sodomie besser wäre.“
Damian legt dem Begriff dabei eine Gruppierung gänzlich verschiedener sexueller Handlungen zugrunde. Ihre Gemeinsamkeit bestand lediglich darin, dass sie nichts zur Fortpflanzung beitrugen, dem für das traditionelle Christentum einzig legitimen Zweck und Grund menschlicher Sexualität. Vier Formen konstituieren für Damian daher in aufsteigender Reihenfolge die sodomitische Sünde: die Selbstbefleckung (Masturbation), das wechselseitige Umgreifen und Reiben der männlichen Genitalien, die Ejakulation zwischen den Schenkeln und der Analverkehr.
Einer anderen Logik der Unterteilung folgte Thomas von Aquin im 13. Jahrhundert. Ihm zufolge ist die „Sünde wider die Natur“ eine von sechs Arten der Wollust mit vier Unterarten, nämlich der Masturbation, dem Verkehr mit einem „Wesen einer anderen Art“, dem Verkehr mit einer Person, die nicht das geforderte Geschlecht besitzt, und dem unnatürlichen Vollzug des Beischlafs, etwa durch die Benutzung ungehöriger Instrumente oder auf andere „monströse und bestialische Weisen“. Am schwersten wiegt dabei die Unzucht mit einem Tier, am geringsten die „Unreinheit“, die einer mit sich allein begeht.

## Verfolgungspraxis

### Spätantike
Mitte des 6. Jahrhunderts verhängte der byzantinische Kaiser Justinian I. in seinen Gesetzesnovellen ein Totalverbot der „widernatürlichen Unzucht“, verwies dabei erstmals auf Sodom und Gomorra und warnte vor „Erdbeben, Hungersnot und Pest“ als Folgen solchen Treibens. In einem anonym erschienenen Pamphlet gegen das Kaiserehepaar, das an Deutlichkeit nichts zu wünschen übrig ließ, beleuchtete der zeitgenössische Historiker Prokopios von Caesarea den politischen Hintergrund dieses Gesetzes. Dabei legt er nahe, dass Justinian sowie seine Gemahlin und Mitregentin Theodora I. das Gesetz vor allem als Mittel gebrauchten, persönliche Feinde unter einem billigen Vorwand aus dem Weg zu schaffen und gezielt Personen auszuplündern, die große Reichtümer besaßen. Die Bestrafung habe dabei jeder Rechtsform entbehrt, „denn die Ahndung geschah ohne Kläger, und das Zeugnis eines einzigen Mannes oder Kindes […] erschien als vollgültiger Beweis“. Anhand zweier Fälle schildert Prokop schließlich auch den populären Widerstand, den die Verfolgung einzelner Personen wegen Päderastie oder angeblicher Beischlafbeziehungen mit Männern (gamoi andron) im „gesamten Volk“ hervorrief.
Jedoch gibt es keine Hinweise, dass die Kirche Justinians Gesetz jemals unterstützt oder auch nur öffentlich befürwortet hätte. Vielmehr wurde sie sehr bald schon selbst zum Opfer des blutigen Treibens, zu dem sich das Kaiserehepaar mithilfe der beiden Novellen ermächtigt hatte. So sind die einzigen von Justinian Bestraften, deren voller Name uns bis heute überliefert ist, beides prominente Bischöfe der damaligen Zeit: der eine, Isaiah von Rhodos, wegen angeblicher Unzucht mit Männern gefoltert und exiliert, der andere, Alexander von Diospolis in Thrakien, gemäß den Bestimmungen des Gesetzes kastriert und öffentlich durch die Straßen geführt.

### Mittelalter und frühe Neuzeit

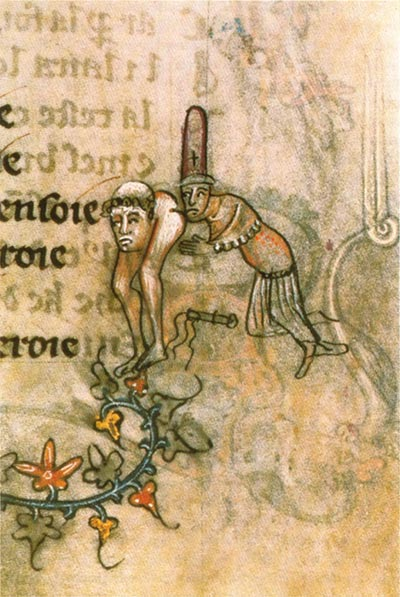
Templer küsst Kleriker von hinten (Manuskript-Illustration, ca. 1350)

Bis zum 13. Jahrhundert war Sodomie in den Ländern Europas nicht strafbar, sondern lediglich eine von vielen Sünden in den kirchlichen Bußbüchern. Das änderte sich jedoch im Rahmen der Kreuzzugspropaganda gegen den Islam, die den Begriff der Sodomie politisierte. Mohammed, der „Feind der Natur“, habe die Sünde der Sodomiter unter seinen Leuten popularisiert, hieß es in den zeitgenössischen Pamphleten. Die Sarazenen würden Bischöfe vergewaltigen und christliche Knaben für ihre fleischlichen Begierden missbrauchen. Nur wenig später gehörte die Sodomie auch zu den Standardvorwürfen gegen die Häretiker, so dass ketzern im Mittelhochdeutschen zum Synonym für „sodomitisch verkehren“ wurde. Gleiches geschah in Frankreich mit bougrerie und in England mit buggery, die sich beide vom Namen der Bogomilensekte ableiten.
Im Rahmen dieser Hetze wandelte sich zwischen 1250 und 1300 die Sodomie von einer zwar sündigen, aber meist völlig legalen Praxis zu einer Handlung, die fast überall in Europa mit der Todesstrafe belegt wurde. Sie war jedoch weiterhin vor allem ein Mittel der Denunziation und der politischen Intrige, wie im Fall der Ermordung von König Eduard II. oder der Zerschlagung des Templerordens. Darüber hinaus wurde sie in der Regel nur geahndet, wenn eine Handlung den sozialen Frieden empfindlich gestört hatte, z. B. bei einer Vergewaltigung oder der Sodomitisierung von Kindern. Die Gerichte beschäftigten sich in der Realität viel öfter mit Fällen von außerehelichem Geschlechtsverkehr zwischen einem Mann und einer Frau als mit gleichgeschlechtlichen Handlungen unter Männern, bargen Letztere doch wenigstens nicht die Gefahr des illegitimen Nachwuchses.
Es gab jedoch zeitlich und regional begrenzte Ausnahmen von dieser Regel. Ein Beispiel hierfür ist die Stadt Florenz. Nachdem wiederholte Pestepidemien die Einwohnerzahl von etwa 120.000 auf ca. 40.000 dezimiert hatten, wurde dort im Jahr 1432 die „Behörde der Nacht“ geschaffen. Sie widmete sich ausschließlich der Bekämpfung der Sodomie. Über die Gründe für ihre Einführung kann man nur spekulieren, aber es liegt nahe, dass sie Teil einer Politik war, die sexuellen Freiheiten junger Männer zu beschneiden, um sie dadurch in die Ehe zu drängen. Sie ahndete den Analverkehr zwar meist nur noch mit Geldstrafen. Aber gerade dadurch gelang es ihr, ein funktionsfähiges System der totalen Überwachung aufzubauen, das mit Verhören, der Belohnung von Denunzianten, einem Netz von Spionen und Informanten und einer Kronzeugenregelung arbeitete. Bis zu seinem 30. Lebensjahr lenkte so jeder zweite männliche Florentiner wenigstens einmal den Verdacht der Behörde auf sich. Gleichzeitig offenbarte diese Verfolgung den extrem hohen Verbreitungsgrad sexueller Beziehungen unter Männern und ihre relative Offenheit. „Sodomie“ fand in Florenz nicht etwa versteckt im Rahmen einer Subkultur statt, sondern war Teil alltäglicher Sozialbeziehungen. Erst nach 70 Jahren wurde die Behörde der Nacht wieder aufgelöst. Florenz kehrte allmählich, nachdem der Versuch gescheitert war, das „Laster wider die Natur“ auf diese Weise einzudämmen, zur auch anderswo üblichen Praxis der Verfolgung zurück: prinzipielle Androhung der Todesstrafe bei weitgehender Duldung einfacher Akte der „Sodomie“.

#### Heiliges Römisches Reich

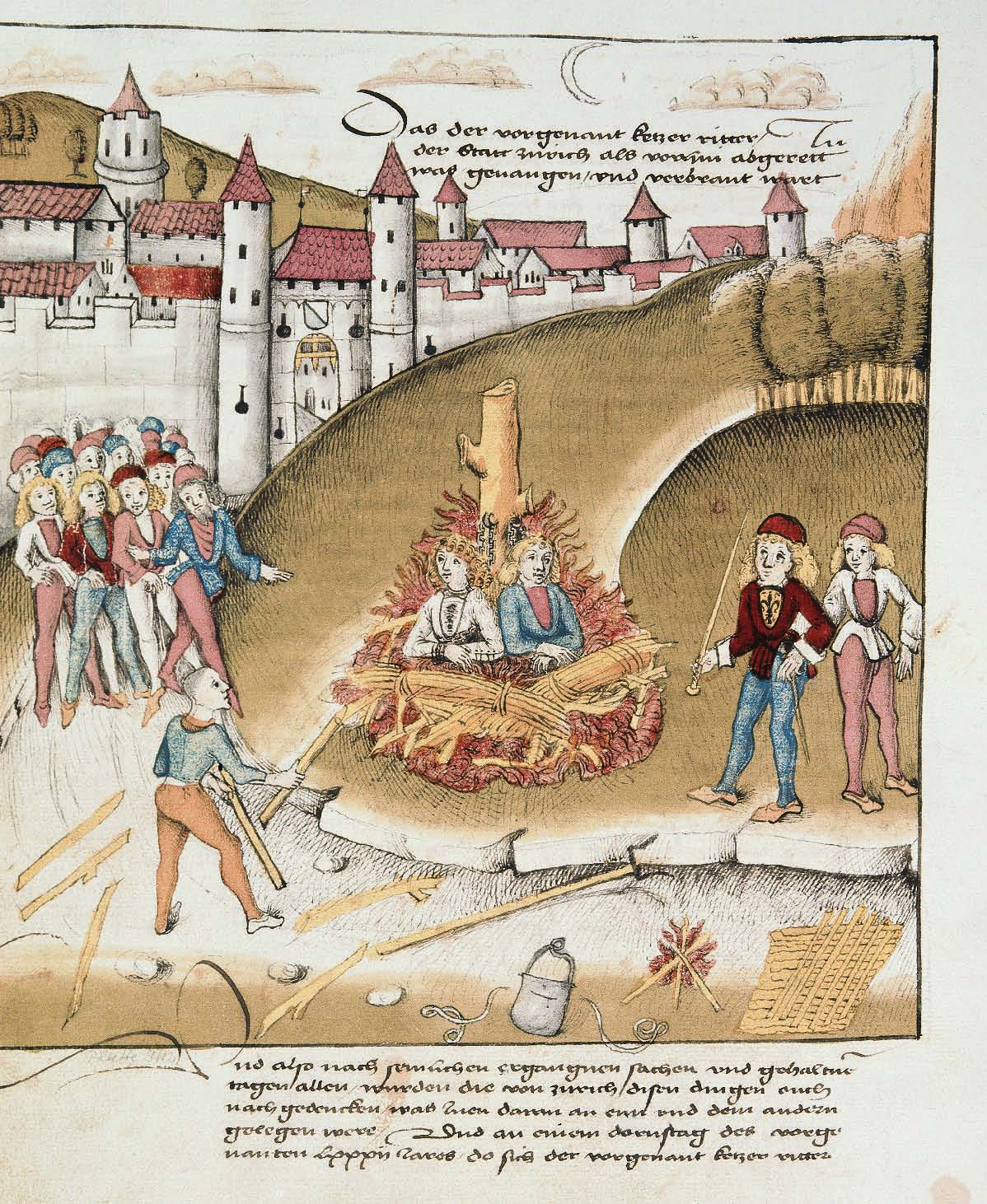
Verbrennung des Ritters von Hohenberg mit seinem Knecht vor den Mauern von Zürich (1482)

Die vermutlich erste Hinrichtung wegen Sodomie im Heiligen Römischen Reich ist für das Jahr 1277 bezeugt, als König Rudolf I. von Habsburg den Dominus von Haspisperch zur Verbrennung auf dem Scheiterhaufen verurteilte. Etwa um dieselbe Zeit bestimmte der Schwabenspiegel (ca. 1275/76) für Personen, die einen Mann als Sodomiten oder als Ketzer verleumden oder über ihn behaupten, er habe Unzucht mit Tieren getrieben, den Tod durch Rädern. „Ketzer“ ist hier – synonym zum Begriff des „Sodomiten“ – als Bezeichnung für einen Mann zu verstehen, der den Beischlaf entweder mit einem anderen Mann (mandlaer) oder mit einem Tier (vichunrainer) vollzogen hatte.
In den folgenden Jahrhunderten kam es vielerorts zur Hinrichtung von Männern „wegen der Ketzerei, die sie miteinander getan hatten“, wie 1381 in Augsburg, 1431 in Zürich oder 1456 in Regensburg. Die Zahl der Verurteilungen ist angesichts der allgemein schlechten, meist nur fragmentarischen Überlieferung alter Kriminalfälle kaum zu beurteilen. Einen konkreten Anhaltspunkt erlaubt der Kanton Zürich, wo die Quellenlage gut ist, denn hier sind die sogenannten „Richtbücher“ von 1375 an mit Ausnahme eines einzigen Jahrganges (1739) vollständig erhalten (Staatsarchiv Zürich, Abt. B VI). Diese verzeichnen für einen Zeitraum von fast 400 Jahren (von 1400 bis 1798) insgesamt 1424 Todesurteile, wovon 747 auf Grund von Eigentumsdelikten, 193 wegen Tötungsdelikten und 179 nach Sodomie-Vorwürfen erfolgten. „Sodomie“ stand in Zürich unter den todeswürdigen Verbrechen damit auf dem 3. Rang, noch weit vor „Hexerei“ (80 Hinrichtungen), die gerade halb so viele Hinrichtungen zur Folge hatte.
1532 schuf Karl V. mit der Constitutio Criminalis Carolina (CCC) ein reichseinheitliches Strafgesetzbuch, das bis zum Ende des 18. Jahrhunderts Gültigkeit behielt. In Artikel 116 hieß es:

„Straff der vnkeusch, so wider die natur beschicht. Jtem so ein mensch mit eynem vihe, mann mit mann, weib mit weib, vnkeusch treiben, die haben auch das leben verwürckt, vnd man soll sie, der gemeynen gewonheyt nach mit dem fewer vom leben zum todt richten.“

„Strafe für Unzucht, so sie wider die Natur geschieht. Ferner, wenn ein Mensch mit einem Vieh, Mann mit Mann, Frau mit Frau, Unzucht treiben, haben sie auch das Leben verwirkt, und man soll sie nach allgemeiner Gewohnheit mit dem Feuer vom Leben zum Tode richten.“

Anders als in London und Amsterdam, wo es im 18. Jahrhundert zu wellenartigen Sodomiterverfolgungen kam, blieben die Hinrichtungen im deutschen Reich bis zuletzt auf wenige außergewöhnliche Fälle begrenzt. So wurden in Preußen zwischen 1700 und 1730 zwölf Personen nach Artikel 116 der CCC exekutiert, davon neun wegen widernatürlicher Unzucht mit Tieren, aber nur drei wegen sexueller Handlungen mit Männern. Die Vollstreckung des Todesurteils geschah durch Enthauptung mit dem Schwert und anschließender Verbrennung der Leichen. Allerdings drohte die Constitutio Criminalis Theresiana in Artikel 74 auch für heterosexuelle sodomitische Handlungen die Todesstrafe, für solche an sich selbst vorgenommenen Handlungen mildere Strafen an.

## Späte Neuzeit und Moderne
Im Zuge der Aufklärung, der Französischen Revolution und der Trennung von Kirche und Staat wurde die der Sodomie zugrundeliegende Idee der „Sünde“ als Anlass zur Strafverfolgung in Frage gestellt. „Sodomie“ galt als opferlose Straftat, die keine Verfolgung rechtfertige. Auf dieser Basis wurde gleichgeschlechtliches Lieben ab 1791 in Frankreich entkriminalisiert, eine Liberalisierung, die sich durch die Verbreitung französischen Rechts im Rahmen der Napoleonischen Kriege in vielen Teilen Europas durchsetzte, so zum Beispiel in Belgien, Italien und den Niederlanden, aber auch Teilen Deutschlands. In einer Gegenbewegung etablierten sich ab dem Ende des 19. Jahrhunderts neue Kriminalisierungen von Homosexualität, die im Wesentlichen mit der Gefährdung der Volksgesundheit begründet wurden. In Deutschland fand dies Ausdruck im bis 1994 gültigen § 175 des deutschen Strafgesetzbuches. Der Kampf gegen diese Kriminalisierung war im 20. Jahrhundert zentrales Ziel der Emanzipationsbewegungen der Homosexuellenbewegung, der Homophilenbewegung und der Schwulen- und Lesbenbewegung.

## Belege
1. 1 2  Georg Klauda: Die Vertreibung aus dem Serail: Europa und die Heteronormalisierung der islamischen Welt. Männerschwarm Verlag, München, 2008, ISBN 3-86300-029-3, Seiten 66ff.
2. ↑  Spyros N. Troianos: Ταυτοπάθεια, spiegelnde Strafen und Nasenabschneiden. In: Rainer Maria Kiesow, Regina Ogorek, Spiros Simitis (Hrsg.): Summa: Dieter Simon zum 70. Geburtstag. Klostermann, Frankfurt 2005, ISBN 3-465-03433-3, Seite 572.
3. ↑  Edward Gibbon: Verfall und Untergang des Römischen Reiches. Band 5, Kapitel 9, 1788, archiviert vom Original am 14. Juli 2014; abgerufen am 26. Juni 2014 (übersetzt von  Cornelius Melville, wiedergegeben auf Projekt Gutenberg-DE).  Info: Der Archivlink wurde automatisch eingesetzt und noch nicht geprüft. Bitte prüfe Original- und Archivlink gemäß Anleitung und entferne dann diesen Hinweis.
4. ↑  Michael Brinkschröder: Sodom als Symptom: Gleichgeschlechtliche Sexualität im christlichen Imaginären – eine religionsgeschichtliche Anamnese. de Gruyter, Berlin / New York, 2006, ISBN 978-3-11-018527-0.
5. ↑  Kaiser Karl V.: Peinlich Halsgerichtsordnung (Constitutio Criminalis Carolina). (pdf, 679 kB) 1532, S. 33, archiviert vom Original (nicht mehr online verfügbar) am 19. Juli 2011; abgerufen am 29. Juni 2014.  Info: Der Archivlink wurde automatisch eingesetzt und noch nicht geprüft. Bitte prüfe Original- und Archivlink gemäß Anleitung und entferne dann diesen Hinweis.
6. ↑  Ilse Kokula: Weibliche Homosexualität um 1900: in zeitgenössischen Dokumenten. 1.  Auflage. Verlag Frauenoffensive, München 1981, ISBN 3-88104-104-4, S. 9–27.
7. ↑  Robert Beachy: Das andere Berlin: die Erfindung der Homosexualität: eine deutsche Geschichte 1867-1933. 1.  Auflage. Siedler, München 2015, ISBN 978-3-8275-0066-3, S. 53–78.